# ヒロインたるもの!〜嫌われヒロインと内緒のお仕事〜
『ヒロインたるもの！〜嫌われヒロインと内緒のお仕事〜』（ヒロインたるもの きらわれヒロインとないしょのおしごと）は、HoneyWorksが手掛ける同名タイトルのシングル楽曲を原作とするテレビアニメ。2022年4月から6月までTOKYO MXほかにて放送された。
HoneyWorksのプロデュースするユニット『LIP×LIP』と、彼らのマネージャー見習いとなった主人公との青春が描かれる。本作では、告白実行委員会シリーズのキャラクターも登場している。

## あらすじ
田舎で育った、陸上一直線の女子高校生・涼海ひよりは、陸上部がある学校に進学しようと地元を離れ、東京の桜丘高校に入学することとなった。超人気高校生アイドルユニット『LIP×LIP』として活躍中の染谷勇次郎と柴崎愛蔵とクラスメイトになり、街中の大型ビジョンに映し出される華やかな姿とは裏腹に、険しい顔で睨み合った2人をひよりは偶然目撃してしまった。
生活のためのアルバイト探しの結果、ひよりは『LIP×LIP』のマネージャー見習いとなったが、アイドルに興味がなく、そんな怖い人とは関わりたくないと思うはずが、ひたむきにアイドルへと向き合う2人のマネージャー見習いになるのか、と感じてしまう。学校で出会った新しい友達、服部樹里と中村千鶴との楽しい学校生活、そして上京の目的だった部活動。また、右も左もわからないアイドル業界において、ひよりはマネージャー見習いとしても奮闘し、学校生活、部活動、マネージャー活動と大忙しとなる。
高校生アイドル×努力と根性の陸上系ヒロインによる、目標のためにひたむきで眩しい舞台で輝く、新たな青春が幕を開ける。

## 登場人物
涼海 ひより（すずみ ひより）
声 - 水瀬いのり
主人公。自身が大好きな陸上を続ける為、島根県から上京し、桜丘高校に入学。このことから一人暮らしであり、バイトと部活の忙しさから学業が疎かになることがある。垢ぬけないと思われているところがあり、芋女扱いされることがある。陸上部員としての実力は確かで大会で自己ベストを出す成長性を持つ。
入学初日にクラスメイトとなったアイドルユニット『LIP×LIP』の勇次郎と愛蔵がにらみ合う場面に遭遇し、関わりたくないと思っていたが、家庭の事情によりアルバイトを探し回った結果、自身が知らなかったと言うところを見こまれて『LIP×LIP』のマネージャー見習いになる。『LIP×LIP』の2人にこき使われ、振り回されることが多々あり、彼らを「最悪な奴ら」と評している。仕事で足を怪我してしまうなど、その後も色々あったが、順調にマネージャー見習いをこなす。しかし愛蔵と勇次郎の2人といる写真を撮られ、それが出回ったことで『LIP×LIP』が謝罪会見まで開く大騒動になってしまい、「これ以上は迷惑をかけられない」と考え、見習いを辞めてしまう。しかし、様々な体験や思いを経たことで、その後、見習いに復帰する。
染谷 勇次郎（そめや ゆうじろう）
声 - 内山昂輝
ひよりのクラスメイトである男子生徒。愛蔵と共にアイドルユニット『LIP×LIP』として活躍している。愛蔵とは性格が合わずよく喧嘩をしているが、誰にでも負けないという気持ちは一致している。家は歌舞伎の名家。
ファンの前では品行方正で完璧なアイドルを演じているが、実際は皮肉屋で毒舌家な一面もある。ひよりに対する態度も冷たい。
柴崎 愛蔵（しばさき あいぞう）
声 - 島﨑信長
ひよりのクラスメイトである男子生徒。勇次郎と共にアイドルユニット『LIP×LIP』として活躍しているが、勇次郎をライバル視しており、対立が普段から絶えない。
女性を苦手とし喋り方が乱暴なところがあるものの、ファンの前では明るさを崩すことがない。
運動神経抜群で特技はダンスパフォーマンス。
服部 樹里（はっとり じゅり）
声 - 佐倉綾音
ひよりのクラスメイトである女子生徒。恋愛においても積極的である。ギャルであり、制服を着崩しているものの、底抜けに明るく、周りの面倒見が良いところもある。
慣れない学校生活に困ったひよりに声をかけることで友達となる。
後述する千鶴が起こしたトラブルでひよりが巻き込まれたときも、最後までひよりを信じ支えた。
中村 千鶴（なかむら ちづる）
声 - 早見沙織
ひよりのクラスメイトである女子生徒。昼休みにひよりに声をかけたことで仲良しになる。
性格は大人しく真面目に見えるものの、好きなものとなれば早口になる、オタク気質な一面も見られる。
裏では『LIP×LIP』のファンであり、特に愛蔵のファン。全国ツアーに参戦するほどの熱いファンで、そのための資金をメイド喫茶のアルバイトで稼いでいる。ひよりがマネージャー見習いを辞める原因になった黒幕。自身が距離を保って2人を応援しているにもかかわらず、ひよりが見習いであることを知らないため、距離の近いひよりを陰でずっと恨んでいた。しかし、前述の写真を撮影して流出させたことで、『LIP×LIP』へ迷惑をかけたことに腹を立てたひよりと殴り合いの喧嘩に発展し、怪我を負わせてしまう。
『LIP×LIP』に迷惑をかけた上、ひよりに手を出した責任を取りファンを辞める宣言をする。しかしひよりからの懇願に加え、ひよりの口からマネージャー見習いであることを告白され和解。以降はより一層ファンとしての活動に注力する。尚、ファンとしてのニックネームはちゅーたんで、千鶴やひよりに加え『LIP×LIP』のメンバーも知っているほどのファンである。
瀬戸口 雛（せとぐち ひな）
声 - 麻倉もも
ひよりと同じ陸上部所属でハードル走の選手。8月8日（しし座）のA型。緩い二つ結びが特徴の前向きで明るい美少女。巨乳。虎太朗とは家が隣の幼馴染で入部してきた1年生のひよりを何かと気にかけてくれる優しい先輩。同じHoneyWorksの作品である「好きになるその瞬間を。〜告白実行委員会〜」の主人公で本作では脇役で登場している。
榎本 虎太朗（えのもと こたろう）
声 - 花江夏樹
11月29日（いて座）のO型。サッカー部所属。感情の起伏は激しいが優しい一面もある不器用で部活に打ち込むサッカー少年。夏樹の弟で雛とは幼馴染。雛のことをひたむきに想っているが報われていない。
高見沢 アリサ（たかみざわ アリサ）
声 - 東山奈央
2月3日（みずがめ座）のB型。聖奈と同じ髪型にニーハイソックスが特徴のはっきりものをいう強気なクール系美人。神社の娘で節分が誕生日ということを嫌っている。読者モデルの聖奈の大ファン。中学時代、クラスの輪を乱さぬように自分の主張を言えないでいた。加恋がいじめを受けていても、見て見ぬふりをし後悔しながらも逃げてしまう。TVから聞こえた聖奈の「嫌ってばかりじゃつまらない」という言葉に勇気をもらい、加恋を庇う。しかしその後、自分がいじめの被害者にされてしまう。高校では孤立というより自分から単独行動を選んでいる。正義感が強く可愛いものと猫が好きな女子。すましていることが多いが、心優しく正義感の強い少女。ツンデレ。シバケンからの好意に迷惑しながらも、少しずつ惹かれている。
柴崎 健（しばさき けん）
声 - 江口拓也
4月1日（おひつじ座）のO型。虎太朗の中学校からの友人。愛蔵を弟に持つ。あだ名は「シバケン」。女子の扱いがうまく、とにかくモテるチャラ男。小学生時代は内気な性格だったが、失恋をきっかけに一変して本音を隠して女子の心を落とすようになる。その要領でアリサをナンパするが断られ、「きっとそれじゃつまんないよ」と心に突き刺さる言葉を残される。それ以来、アリサに惹かれるようになりぎこちないが本音で話している。アリサを本気で好きになってからは、他の女子と遊ぶことをやめている。アリサに告白され、付き合うようになった。実は彼女を中学時代から気にかけており、アリサが加恋を庇う所を目撃して以来気づかずに片思いをしていた。アリサに対する想いから今は軽薄な行動は控えている。お互い隠しているが実は愛蔵の兄である。
山本 幸大（やまもと こうだい）
声 - 松岡禎丞
11月7日（さそり座）のA型。新聞部所属。読書家で無口な少年。観察眼があり、寡黙だが時折的をついた発言をする。虎太朗と健とは中学時代からの悪友。榎本夏樹に好意を持っていたが、失恋。進級後にカフェでバイトを始め、そこでいつもキャラメルマキアートを飲む後輩樹里に出会い、片思いをしている。明るい女の子が好みのタイプ。
明智 咲（あけち さく）
声 - 緑川光
5月29日（ふたご座）のO型。ひより達の担任で映画研究部の顧問。厳しく近寄りがたいイメージがつくが本当は生徒思い。担当教科は古典だがチョークで服が汚れないように長い白衣を纏っており、高校生のときから既に着用していた。ポケットの中には常にアメを常備している。桜丘高校のOB。
白波 渚（しらなみ なぎさ）
声 - 榎木淳弥
ひよりの幼馴染。

## スタッフ
- 原作・音楽 - HoneyWorks[1]
- 監督 - 橋本能理子[1]
- シリーズ構成 - 成田良美[1]
- キャラクターデザイン・総作画監督 - 石井かおり[1]
- プロップデザイン - 岡戸智凱
- 美術監督 - 小保方良輔[1]
- 色彩設計 - 山崎朋子[1]
- 撮影監督 - 村野よもぎ子[1]
- 編集 - 定松剛[1]
- 音響監督 - 長崎行男[1]
- 音楽 - 日向萌[1]
- プロデューサー - 一之瀬修、杉本和貴、篠原廣人、外川明宏、鋤柄孝成、森田剛、西浦陽一、金庭こず恵、窪田優一、盛谷尚也、前田吉輝
- 企画プロデュース - 斎藤俊輔[1]
- アニメーションプロデューサー - 米内則智[1]
- アニメーション制作 - Lay-duce[1]
- 製作 - ヒロインたるもの製作委員会（玉越、インクストゥエンター、ミュージックレイン、ムービック、Alice、双葉社、丸井グループ、U-NEXT、flaggs、ローソンエンタテインメント、ラウレアワークス）[1]

## 主題歌
特記が無い限り作詞・作曲・編曲はHoneyWorks。
「ジュリエッタ」
LIP×LIPによるオープニングテーマ。
「東京サニーパーティー」
涼海ひより（水瀬いのり）、服部樹里（佐倉綾音）、中村千鶴（早見沙織）によるエンディングテーマ。
「可愛くなりたい」
涼海ひより（水瀬いのり）、瀬戸口雛（麻倉もも）による第6話エンディングテーマ。作詞はshitoとGom、作曲はshito。
「ロメオ」
榎本虎太朗（花江夏樹）、柴崎健（江口拓也）による第8話エンディングテーマ。
「夢ファンファーレ」
成海聖奈（雨宮天）、成海萌奈（夏川椎菜）による第10話エンディングテーマ。
「ヒロイン育成計画」
涼海ひより（水瀬いのり）、服部樹里（佐倉綾音）、中村千鶴（早見沙織）による第12話エンディングテーマ。作詞はshitoとGom、作曲はshito。
「ロメオ」
LIP×LIPによる第1話・第5話・第8話・第12話劇中歌。
「GOOD BYE」
Full Throttle4（Vo:斉藤壮馬・内田雄馬）による第2話・第7話劇中歌。作詞・作曲はshito。
「ノンファンタジー」
LIP×LIPによる第3話・第4話劇中歌。アニメ『いつだって僕らの恋は10センチだった。』主題歌としても使われた。
「夢ファンファーレ」
LIP×LIPによる第5話・第9話劇中歌。
「リペイント」
LIP×LIPによる第5話・第6話劇中歌。
「必要不可欠」
LIP×LIPによる第5話劇中歌。
「月の姫」
LIP×LIPによる第5話劇中歌。作詞はshitoとGom、作曲はshito。
「ジャッジ☆」
LIP×LIPによる第5話・第9話劇中歌。作詞はGomとshito、作曲はGom。
「青へ」
LIP×LIPによる第9話劇中歌。
「ファンサ」
mona（夏川椎菜）による第11話劇中歌。
「やっぱ最強！」
LIP×LIPによる第12話劇中歌。

## 各話リスト
| 話数   | サブタイトル                       | 脚本     | 絵コンテ            | 演出       | 作画監督                                                                         | 初放送日      |
| ------ | ---------------------------------- | -------- | ------------------- | ---------- | -------------------------------------------------------------------------------- | ------------- |
| 第1話  | アイドルなんてようわからん！       | 成田良美 | 橋本能理子          | 橋本能理子 | 神谷美也子 小宮山和也 二宮奈那子 岡田由起子                                      | 2022年 4月7日 |
| 第2話  | マネージャー見習いのお仕事！       | 成田良美 | 三條なみみ          | 塚田拓郎   | 大野勉 大庭小枝 加藤壮                                                           | 4月14日       |
| 第3話  | ノンファンタジー                   | 成田良美 | 牧野友映            | 村田尚樹   | 神谷美也子 二宮奈那子 岡田由起子 大庭小枝                                        | 4月21日       |
| 第4話  | うちにできること                   | 成田良美 | 三條なみみ          | 小林公二   | 杉田葉子 加藤壮 大野勉 岡戸智凱 神谷美也子                                       | 4月28日       |
| 第5話  | アイドルってすごい！               | 赤尾でこ | 江副仁美            | 塚田拓郎   | 神谷美也子 二宮奈那子 大庭小枝 迫江沙羅 佐々木守                                 | 5月5日        |
| 第6話  | ひよりをプロデュース。             | 成田良美 | 三條なみみ          | 鳥羽聡     | 川村敏江 袴田裕二                                                                | 5月12日       |
| 第7話  | うちの幼なじみ                     | 成田良美 | 三條なみみ          | 五十川久史 | 加藤壮 鈴木由佳 大野勉 岡戸智凱 神谷美也子                                       | 5月19日       |
| 第8話  | アイドルたるもの！                 | 赤尾でこ | 中村里美 三條なみみ | 関暁子     | 杉田葉子 小見山和也 二宮奈那子 岡田由起子                                        | 5月26日       |
| 第9話  | スキャンダル                       | 赤尾でこ | 三條なみみ          | 大西景介   | 加藤壮 大野勉 迫江沙羅 佐々木守                                                  | 6月2日        |
| 第10話 | うち、マネージャー見習いやめます！ | 成田良美 | 牧野友映            | 村田尚樹   | 神谷美也子 福島陽子 中和田優斗 加藤壮                                            | 6月9日        |
| 第11話 | 嫌われヒロインの戦い               | 赤尾でこ | 三條なみみ          | 則座誠     | 杉田葉子 加藤壮 岡田由起子 小見山和也 二宮奈那子 松浦美穂 岡戸智凱               | 6月16日       |
| 第12話 | 大好きってやっぱ最強！             | 成田良美 | 三條なみみ          | 橋本能理子 | 石井かおり 杉田葉子 鈴木由佳 佐々木守 加藤壮 迫江沙羅 小野陽子 二宮奈那子 reboot | 6月23日       |

## 放送局
| 放送期間               | 放送時間                     | 放送局   | 対象地域   | 備考                                 |
| ---------------------- | ---------------------------- | -------- | ---------- | ------------------------------------ |
| 2022年4月7日 - 6月23日 | 木曜 22:30 - 23:00           | TOKYO MX | 東京都     |                                      |
| 2022年4月8日 - 6月24日 | 金曜 0:30 - 1:00（木曜深夜） | BSフジ   | 日本全域   | BS/BS4K放送 / 『アニメギルド』枠     |
| 2022年4月9日 - 6月25日 | 土曜 2:55 - 3:25（金曜深夜） | 毎日放送 | 近畿広域圏 |                                      |
|                        | 土曜 23:30 - 日曜 0:00       | AT-X     | 日本全域   | CS放送 / 字幕放送 / リピート放送あり |

| 配信開始日    | 配信時間                     | 配信サイト |
| ------------- | ---------------------------- | --- |
| 2022年4月7日  | 木曜 23:00 更新              | U-NEXT アニメ放題 |
| 2022年4月8日  | 金曜 0:00（木曜深夜） 更新   | dアニメストア（本店・ニコニコ支店・for Prime Video） |
| 2022年4月11日 | 月曜 0:00（日曜深夜） 更新   | ABEMAビデオ Amazon Prime Video FOD Hulu J:COMオンデマンド MBS動画イズム milplus Paravi TELASA アニメカ バンダイチャンネル ひかりTV ふらっと動画 GYAO! TVer DMM.com Google Play GYAO!ストア HAPPY!動画 music.jp Rakuten TV ビデックスJP ニコニコチャンネル [ 12 ] ビデオマーケット ムービーフルPlus |
|               | 月曜 0:00 - 0:30（日曜深夜） | ABEMA |
|               |                              | ニコニコ生放送 |

## BD / DVD
| 巻 | 発売日         | 収録話          | 規格品番  | 規格品番  |
| 巻 | 発売日         | 収録話          | BD        | DVD       |
| -- | -------------- | --------------- | --------- | --------- |
| 1  | 2022年7月29日  | 第1話 - 第3話   | HPXR-1801 | HPBR-1801 |
| 2  | 2022年8月26日  | 第4話 - 第6話   | HPXR-1802 | HPBR-1802 |
| 3  | 2022年9月28日  | 第7話 - 第9話   | HPXR-1803 | HPBR-1803 |
| 4  | 2022年10月28日 | 第10話 - 第12話 | HPXR-1804 | HPBR-1804 |

## 漫画
2022年1月16日より、「KoiYui」（双葉社）レーベルの作品として毎月1日と第3日曜日に各電子書籍配信サイトにて配信される。作画は島陰涙亜。
- HoneyWorks（原案）、ヒロインたるもの製作委員会（監修）、島陰涙亜（漫画） 『ヒロインたるもの！〜嫌われヒロインと内緒のお仕事〜』 双葉社〈KoiYui series〉、全3巻
  1. 2022年6月16日発売[17]、ISBN 978-4-575-44019-5
  2. 2022年10月17日発売[18]、ISBN 978-4-575-44029-4
  3. 2023年5月17日発売[19]、ISBN 978-4-575-44036-2